# Neuschönau

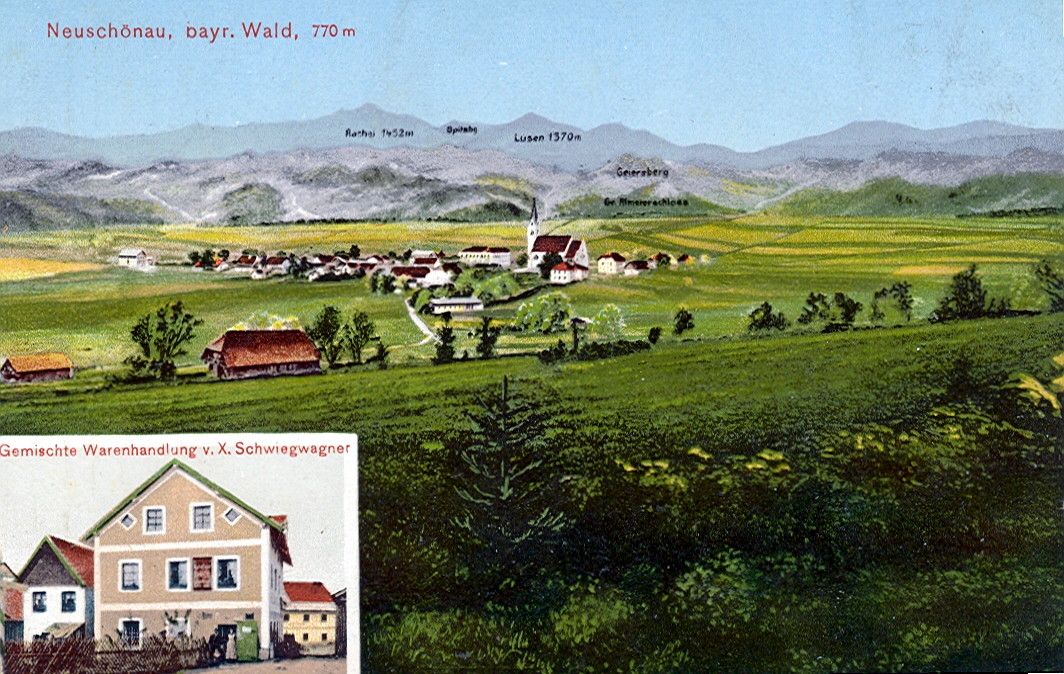
Postkartenansicht 1917

Neuschönau ist eine Gemeinde (bis 1981 Gemeinde Schönanger) im niederbayerischen Landkreis Freyung-Grafenau. Der gleichnamige Hauptort ist ein staatlich anerkannter Erholungsort.

## Geographie

### Geographische Lage
Die Gemeinde liegt in der Region Donau-Wald im Bayerischen Wald. Sie grenzt im Osten an die Gemeinde Hohenau, im Westen an die Gemeinde Sankt Oswald-Riedlhütte, im Süden an die Stadt Grafenau (Niederbayern) und im Norden an die tschechische Gemeinde Modrava (Mader). Die Gemeindegrenze wird dabei teilweise durch die Kleine Ohe im Westen und das Sagwasser im Süden und Osten gebildet.
Über 2⁄3 der Gemeinde liegen im Nationalpark Bayerischer Wald.

### Gemeindegliederung
Es gibt sieben Gemeindeteile (in Klammern ist der Siedlungstyp angegeben):
- Altschönau (Dorf)
- Forstwald (Dorf)
- Grünbach (Dorf)
- Katzberg (Dorf)
- Neuschönau (Pfarrdorf)
- Schönanger (Dorf)
- Waldhäuser (Dorf)

Der Lusen ist mit 1373 m ü. NHN die höchste Erhebung der Gemeinde.

## Geschichte

### Bis zur Gemeindebildung

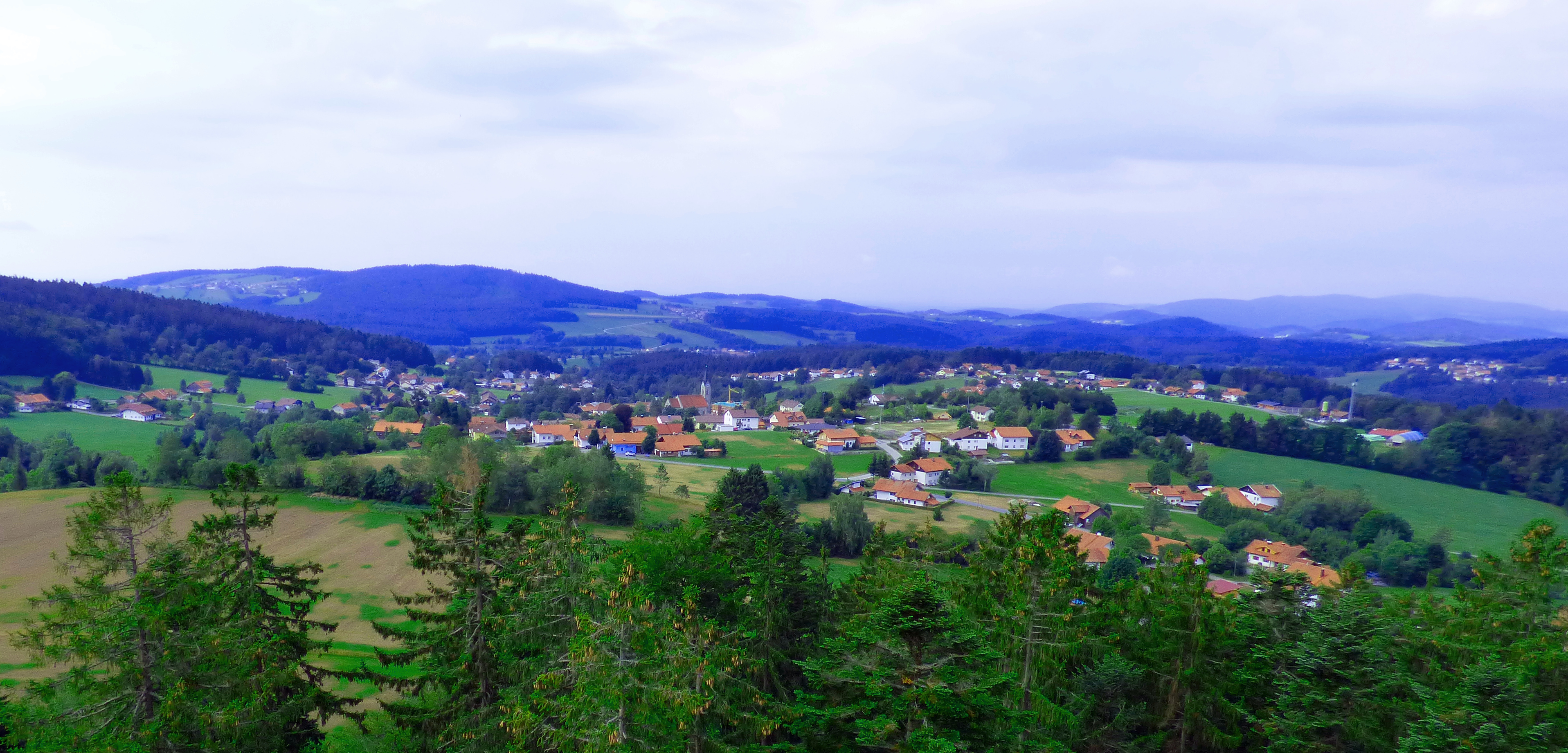
Neuschönau

Schönau wird zum ersten Mal 1395 erwähnt, als die Grafen von Hals acht Bauernlehen anlegen ließen. 1417 wurde dort die älteste Glashütte des Landkreises Grafenau errichtet. Im Laufe der Jahrhunderte wurde aus der Ortschaft Schönau „Neuschönau“ und aus der Ortschaft Altkaiserhütte „Altschönau“.
Die Gemarkung Waldhäuser lag seit dem 15. Jahrhundert an der Gulden Stras, dem bayerischen Konkurrenzweg zum Goldenen Steig, auf dem Salz von den Donauhäfen nach Tschechien transportiert wurde. Dies wird im Wappen mit einem goldenen Weg von links oben nach rechts unten symbolisiert.
Thomas Kaiser übernahm im Juni 1600 die Glashütten und benannte sie in Altkaiserhütte bzw. Neukaiserhütte um.
Die Kaiserhütte (Neuhütte) kam im 18. Jahrhundert in das Eigentum der Familie Hilz, welche durch Heirat mit der Familie Poschinger 1681 in den Besitz des benachbarten Schönbrunn am Lusen kamen.
Bis ins 19. Jahrhundert blieb es ein bedeutender Glasmacherort, im Wappen mit einem Glas in der rechten oberen Ecke symbolisiert. 
Der Hilz-Schwiegersohn Philipp Wieninger (1767–1835), der schon 1813 eine Brauerei in Teisendorf erworben hatte, verkaufte den Ort 1823 an Kaspar Hafenbrädl.
Die Gemeinde Schönanger wurde durch das bayerische  Gemeindeedikt von 1818 begründet und umfasste auch Neuschönau und die Orte Altschönau, Forstwald, Grünbach, Katzberg und Waldhäuser.
Zuzug und Einwanderung, insbesondere aus dem direkt angrenzenden Böhmen ließen die Bevölkerungszahl bis 1889 auf über 1000, darunter 200 schulpflichtige Kinder anwachsen.
Die Freiwillige Feuerwehr Neuschönau wurde 1887 gegründet.
Das Jahr 1896 war das Jahr der Errichtung der Expositur Neuschönau. Die neugotische Expositur- und spätere Pfarrkirche St. Anna wurde 1895 bis 1903 nach Plänen des Architekten Johann Baptist Schott erbaut. Sie besitzt einen neugotischen Hochaltar sowie barocke Bilder und Figuren.
Im Jahre 1917 wurde Neuschönau eine von St. Oswald (Kloster Sankt Oswald) getrennte eigenständige Pfarrgemeinde, mit Ausnahme des Ortsteils Waldhäuser.
Am 22. August 1917 erfolgte die Gründung der Pfarrei, erster Pfarrer war Expositus Georg Kaiser. 1926 wüteten zwei große Brände in Neuschönau. 1929 wurden durch einen großen Sturm Kirchturm und Kirchendach schwer beschädigt. 1981 entstand ein Brand in der Sakristei.
Am 7. Oktober 1970 wurde mit dem Nationalpark Bayerischer Wald der erste deutsche Nationalpark gegründet. Mit dem Hans-Eisenmann-Haus und dem angrenzenden Tierfreigelände wurde Neuschönau zum Tor des Nationalparks.
Bei der Gemeindegebietsreform wurden Sankt Oswald und Schönanger zu einer Verwaltungsgemeinschaft zusammengelegt. Diese wurde 1980 nach Protesten in beiden Gemeinden wieder aufgelöst.
Nach einer Abstimmung wurde der Gemeindename am 1. Juni 1981 amtlich von Schönanger in Neuschönau geändert.
Nach der großen Renovierung im Jahr 2001 feierte die Gemeinde im Jahr 2008 stolz den 100. Geburtstag ihres Gotteshauses. Die katholische Pfarrei Neuschönau gehört heute zum Dekanat Freyung-Grafenau und bildet gemeinsam mit den Pfarreien Grafenau und Sankt Oswald den Pfarrverband Grafenau.
Am 29. März 2023 kam es im Nationalparkzentrum Lusen zu einem Flugzeugabsturz. Bei dem Unglück stürzte ein einmotoriges Kleinflugzeug in ein zum Tier-Freigelände gehörendes Waldstück, wobei beide Insassen ums Leben kamen.

### Einwohnerentwicklung
Zwischen 1988 und 2018 stagnierte bzw. erhöhte sich die Einwohnerzahl minimal von 2216 auf 2231 um 15 Einwohner bzw. um 0,7 %. Am 31. Dezember 1999 zählte die Gemeinde 2423 Einwohner.

## Politik

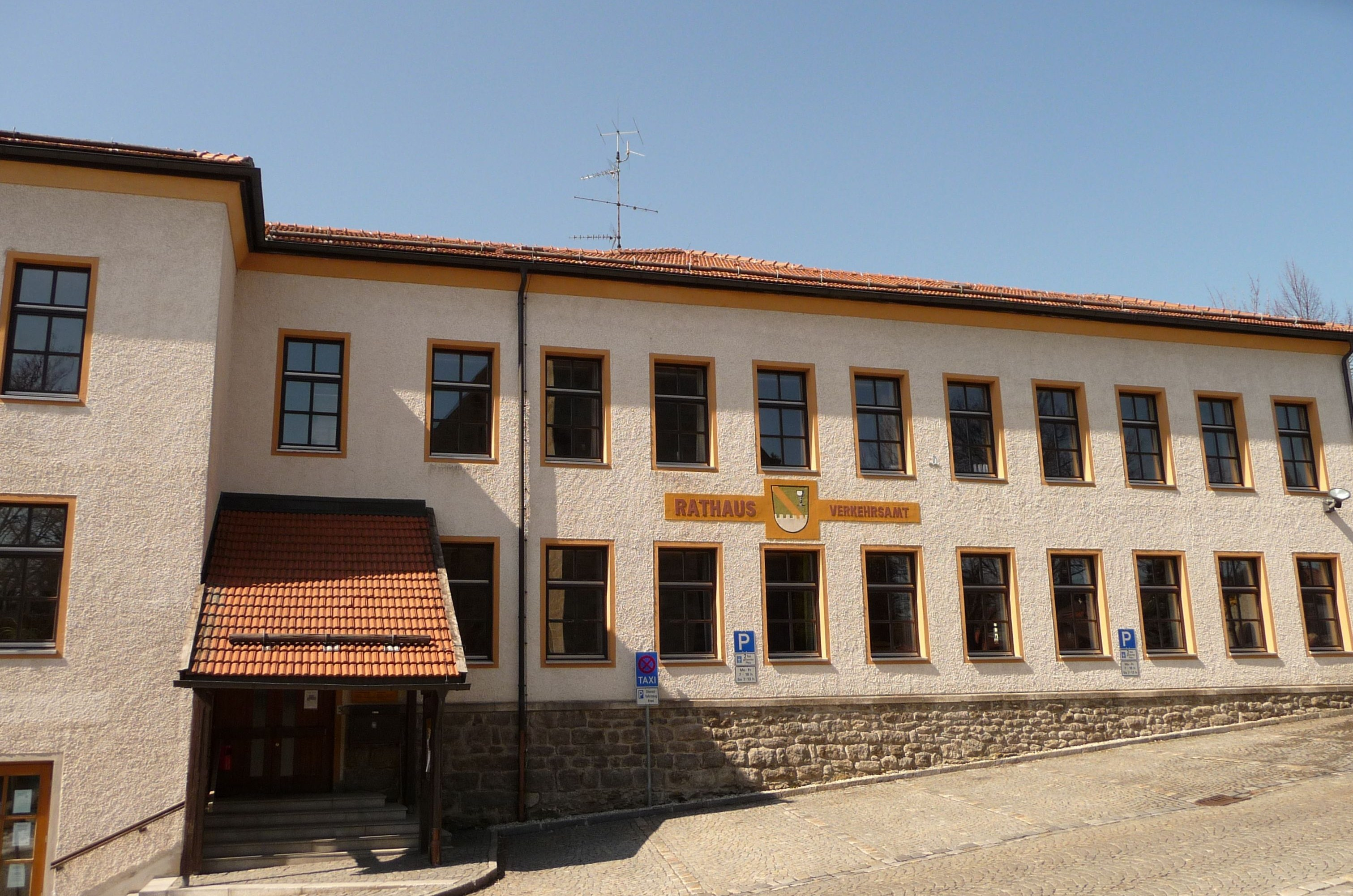
Das Rathaus von Neuschönau

### Bürgermeister
Berufsmäßiger erster Bürgermeister ist Alfons Schinabeck (CSU). Er ist seit 1. Mai 2014 im Amt und wurde bei der Wahl am 15. März 2020 mit 91,3 % wiedergewählt.
- 2. Bürgermeister Michael Segl (CSU)
- 3. Bürgermeister Otto Biebl (FW)[10]

### Gemeinderat
- CSU: 9 Sitze
- FWG: 5 Sitze

### Wappen
Der Gemeinderat entschloss sich am 1. Juni 1981, der Gemeinde ein Wappen zu geben. Dabei setzte sich der Entwurf von Hans Rosenthaler durch. Es wurde zur Fertigstellung des Rathausumbaus verliehen.
| Wappen von Neuschönau | Blasonierung: „Über silbernem Zinnenschildfuß in Grün ein goldener Schrägbalken, links ein silbernes Weinglas.“ |
| Wappen von Neuschönau | Wappenbegründung: Der goldene Schrägbalken soll die durch Waldhäuser führende Gulden Stras symbolisieren. Das Weinglas steht für die Glasmachertradition. Der grüne Hintergrund weist auf die umfangreichen Waldungen hin. Diese waren Voraussetzungen für den Betrieb der seit dem 15. Jahrhundert nachweisbaren Glashütten. Das Glas im Wappen erinnert an diesen einst so wichtigen Industriezweig; die letzten Glashütten wurden im 19. Jahrhundert stillgelegt. Der goldene Schrägbalken symbolisiert den sogenannten Sammersteig (Guldenstras oder Guldensteig), der für den Salzhandel mit Böhmen notwendig war. Der Zinnenschildfuß erinnert an Überlieferungen einer im Mittelalter zerstörten Burg im Gemeindeteil Schönanger (Raubritter Wilhelm von Schönanger). Der Kreisheimatpfleger Paul Praxl wies in diesem Zusammenhang endgültig nach, dass trotz entsprechender Überlieferungen und Hinweise der 1247 auf Befehl des Bayrischen Herzogs hingerichtete Wilhelm von Schönanger und die später auf Drängen des Passauer Bischofs geschleifte Burg Anger nicht mit dem Ort Schönanger (Neuschönau) zu tun hat, sondern dem Schönanger bei Rinchnach zuzuordnen sind. Dieser Entwurf mit dem Burgzinnen wurde aber trotzdem durchgesetzt. |

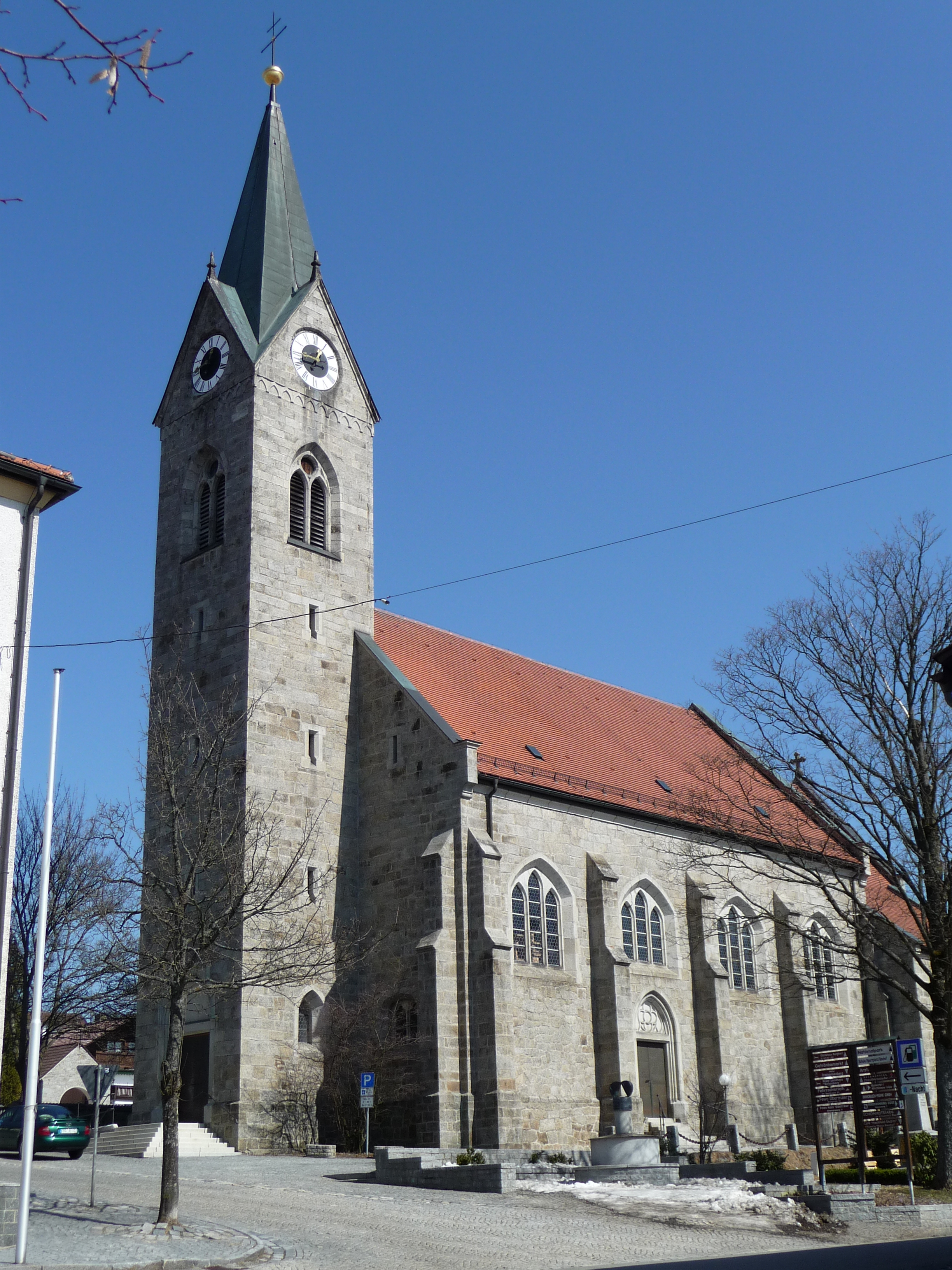
Die katholische Pfarrkirche St. Anna

## Religion
Die Bevölkerung der Gemeinde ist zu 93 % römisch-katholisch, zu 3 % evangelisch und zu 4 % andersgläubig oder konfessionslos.
Daneben gibt es Dorfkapellen in den Gemeindeteilen:
- Altschönau (Br. Konrad)
- Schönanger (Kapelle St. Josef)
- Waldhäuser (St. Maria im Wald), betreut durch die Pfarrei Grafenau
- Weidhütte (Maria Himmelfahrt)
- Grünbach (Hl. Johannes der Täufer)
- Forstwald (Schmerzhafte Mutter Gottes)

Die Kapelle in Schönanger ist das älteste kirchliche Bauwerk der Gemeinde (1847). Die Kapelle zieren zwei alte Linden, die ca. 160 Jahre alt sind und unter Naturdenkmalschutz stehen.
Die Pfarrgemeinde ist Teil des Dekanats Freyung-Grafenau (bis 2010 Dekanat Grafenau) und des Bistums Passau.
Neben den genannten katholischen Gotteshäusern existieren keine weiteren Einrichtungen anderer Konfessionen und Religionen in der Gemeinde. Die nächstgelegenen evangelischen Kirchen finden sich in den Nachbargemeinden.

## Kultur und Sehenswürdigkeiten

### Regelmäßige Veranstaltungen
- 5. Januar: Lousnacht – Aufzug der Raunacht-Geister
- Mai: Maibaumaufstellen
- Juni/Juli: Naturfilmfestival NaturVision
- August: Kinderbärchenfest
- Oktober/November: Lusentheater – Laientheatergruppe
- Dezember: Weihnachtsmarkt im Dorf und am Baumwipfelpfad

## Wirtschaft und Infrastruktur

### Einrichtungen

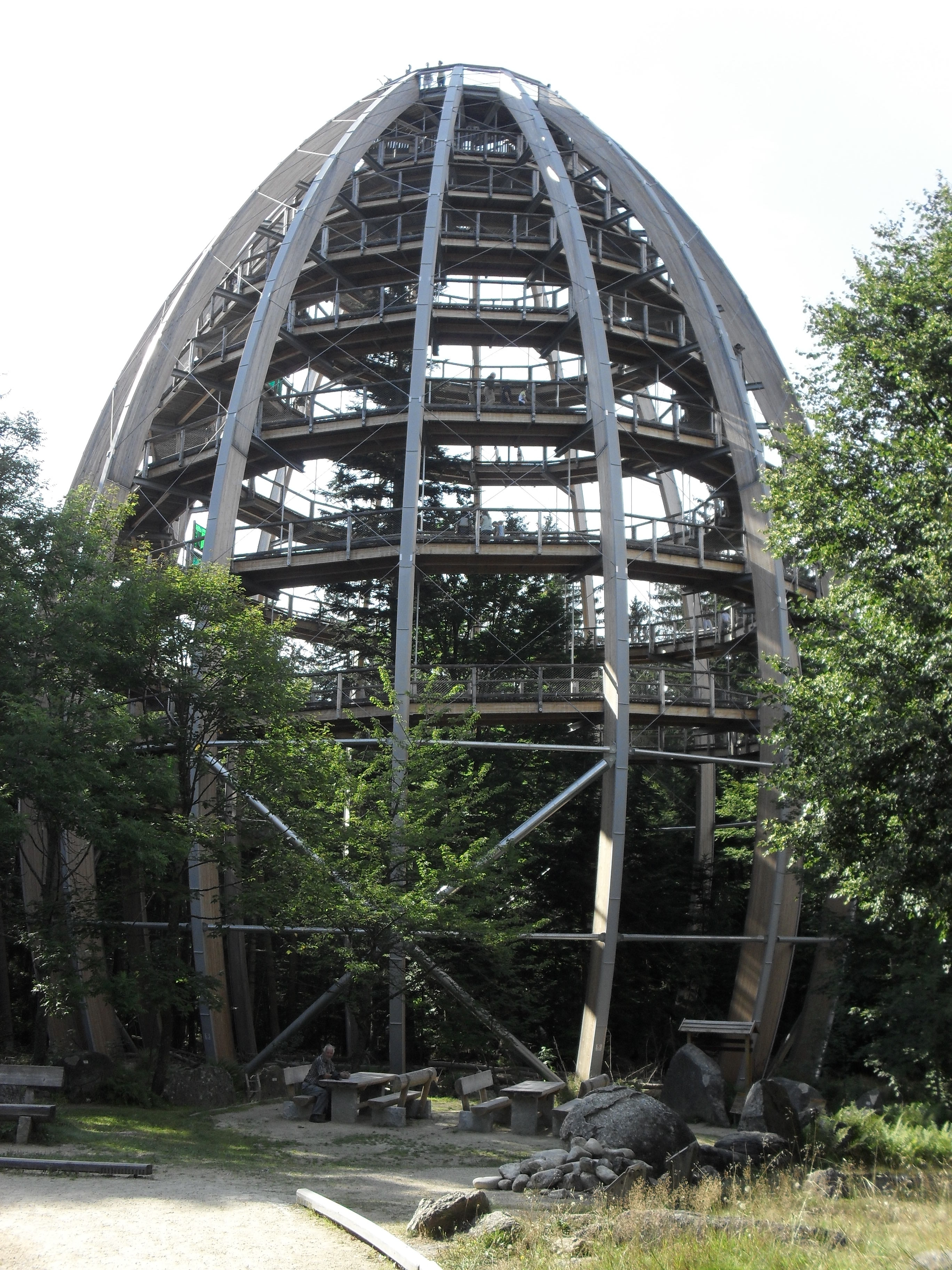
Baumwipfelpfad

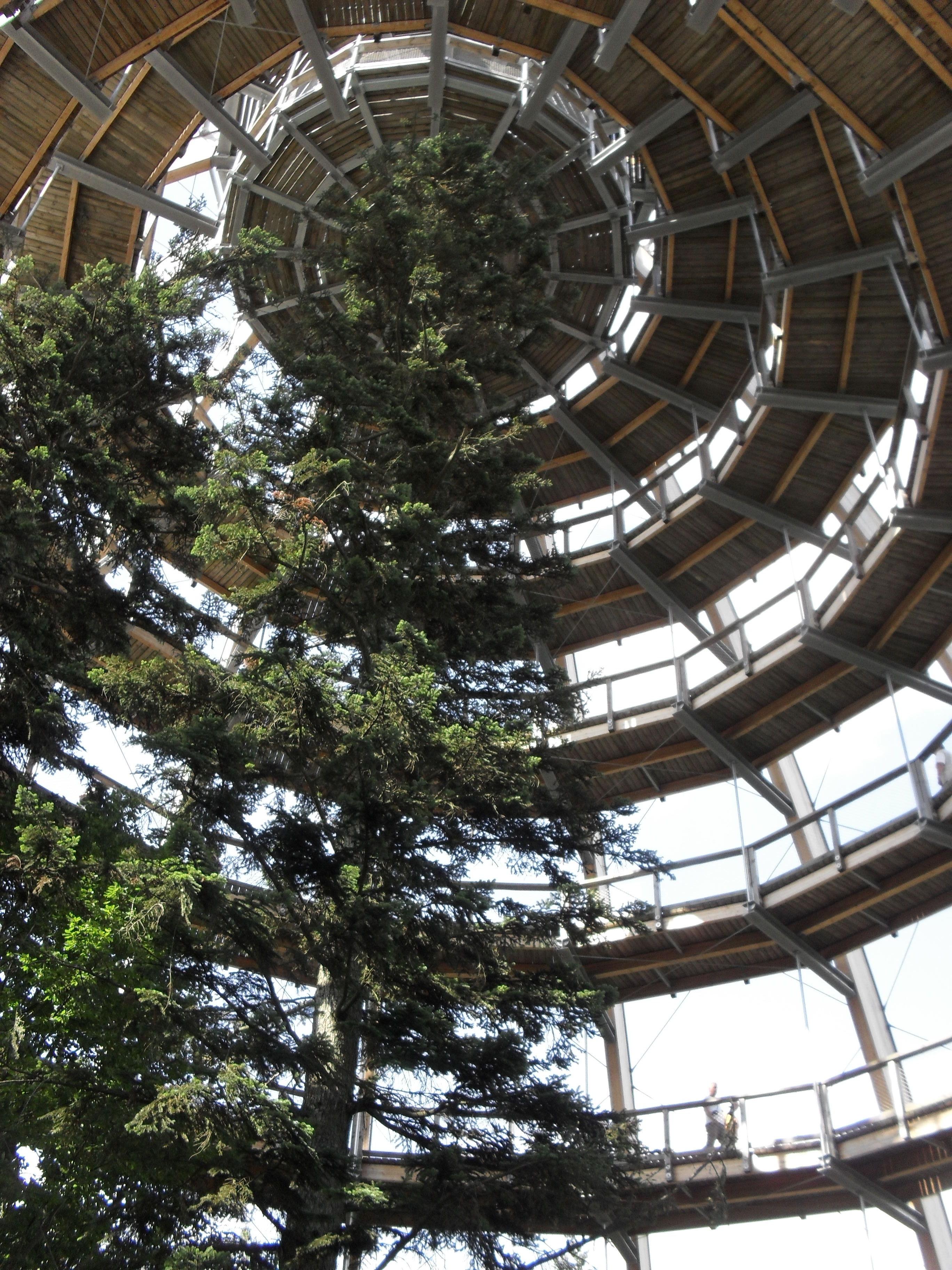
Baumwipfelpfad

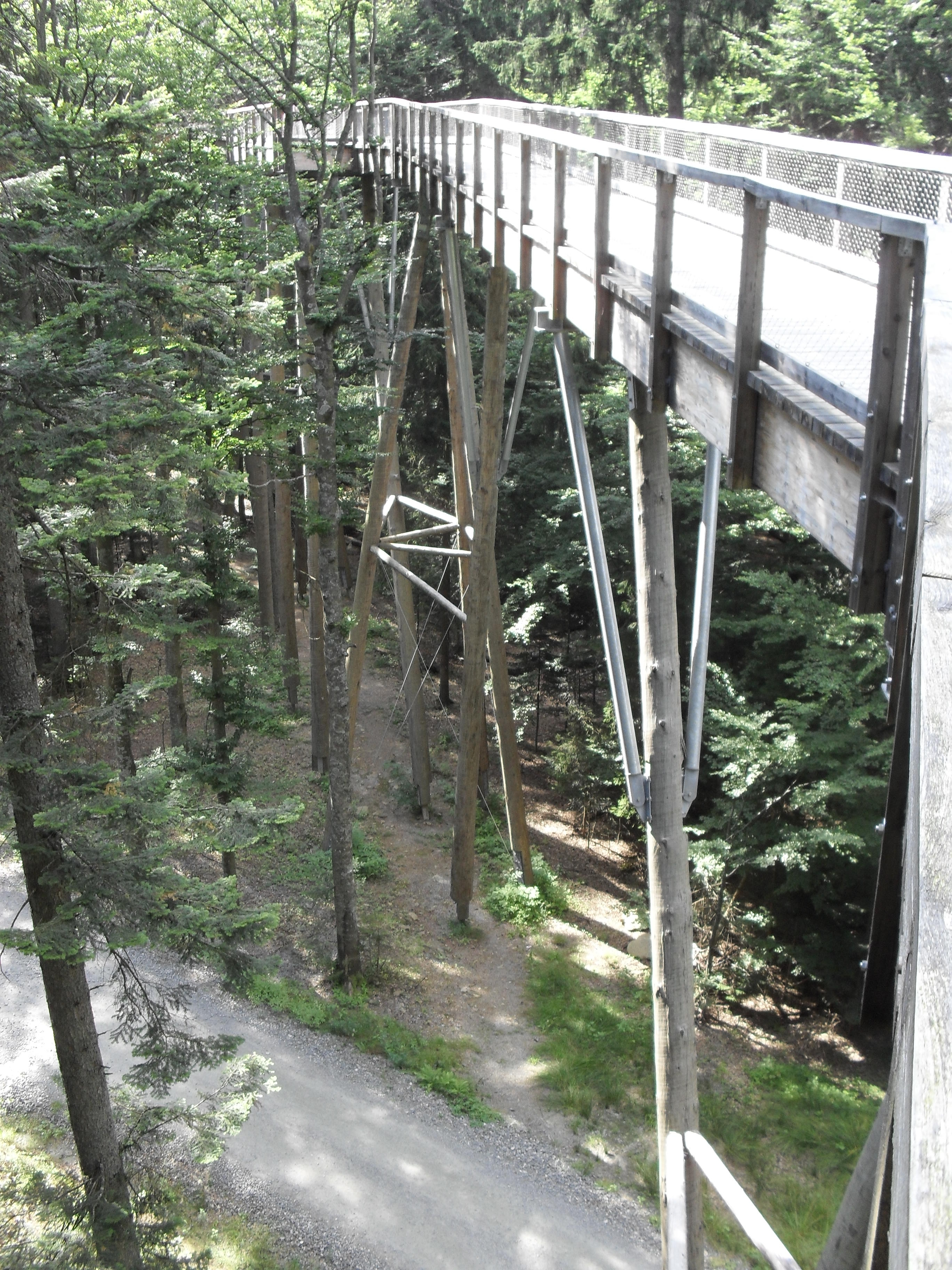
Baumwipfelpfad

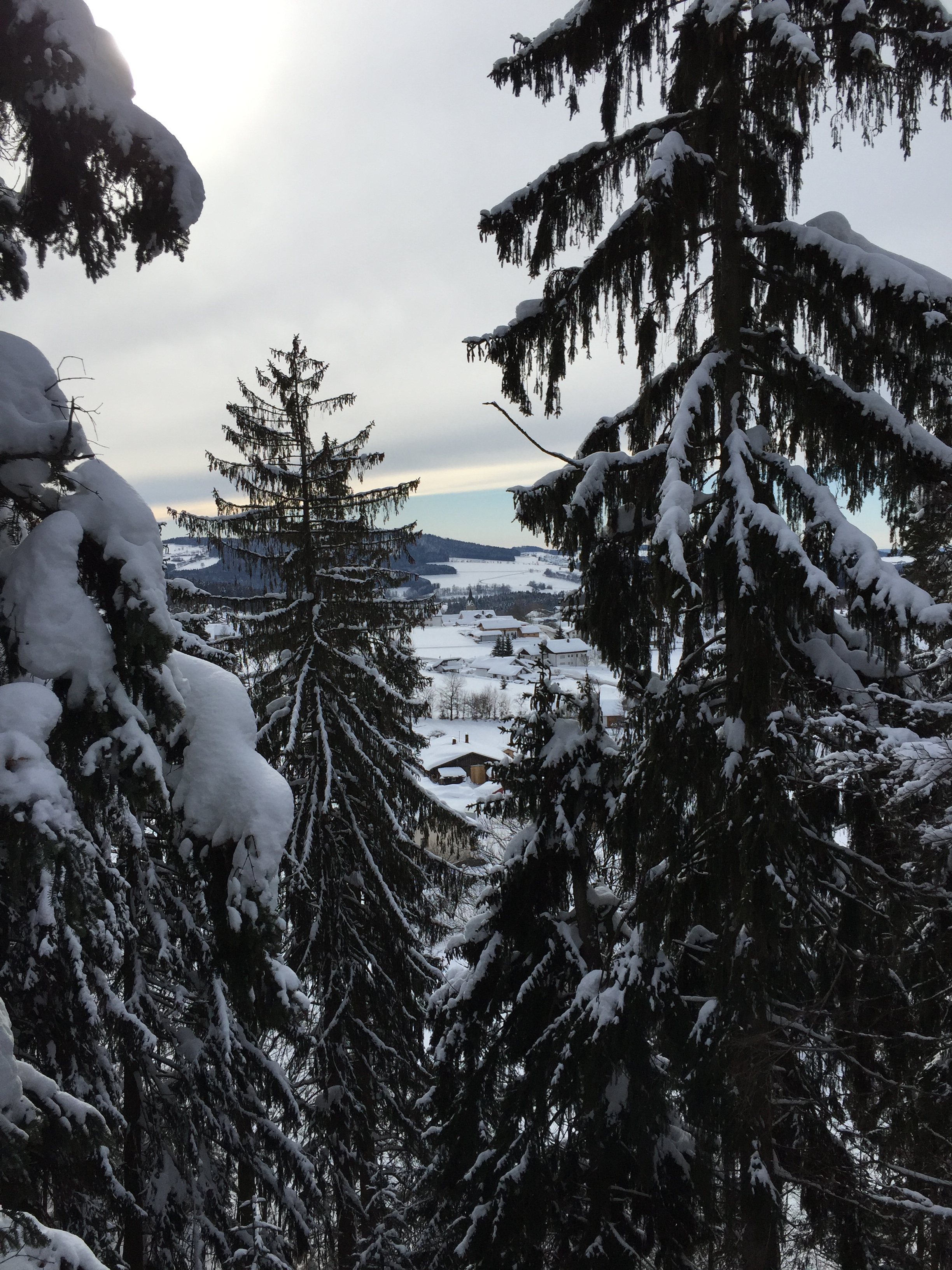
Blick vom Pfad auf Neuschönau

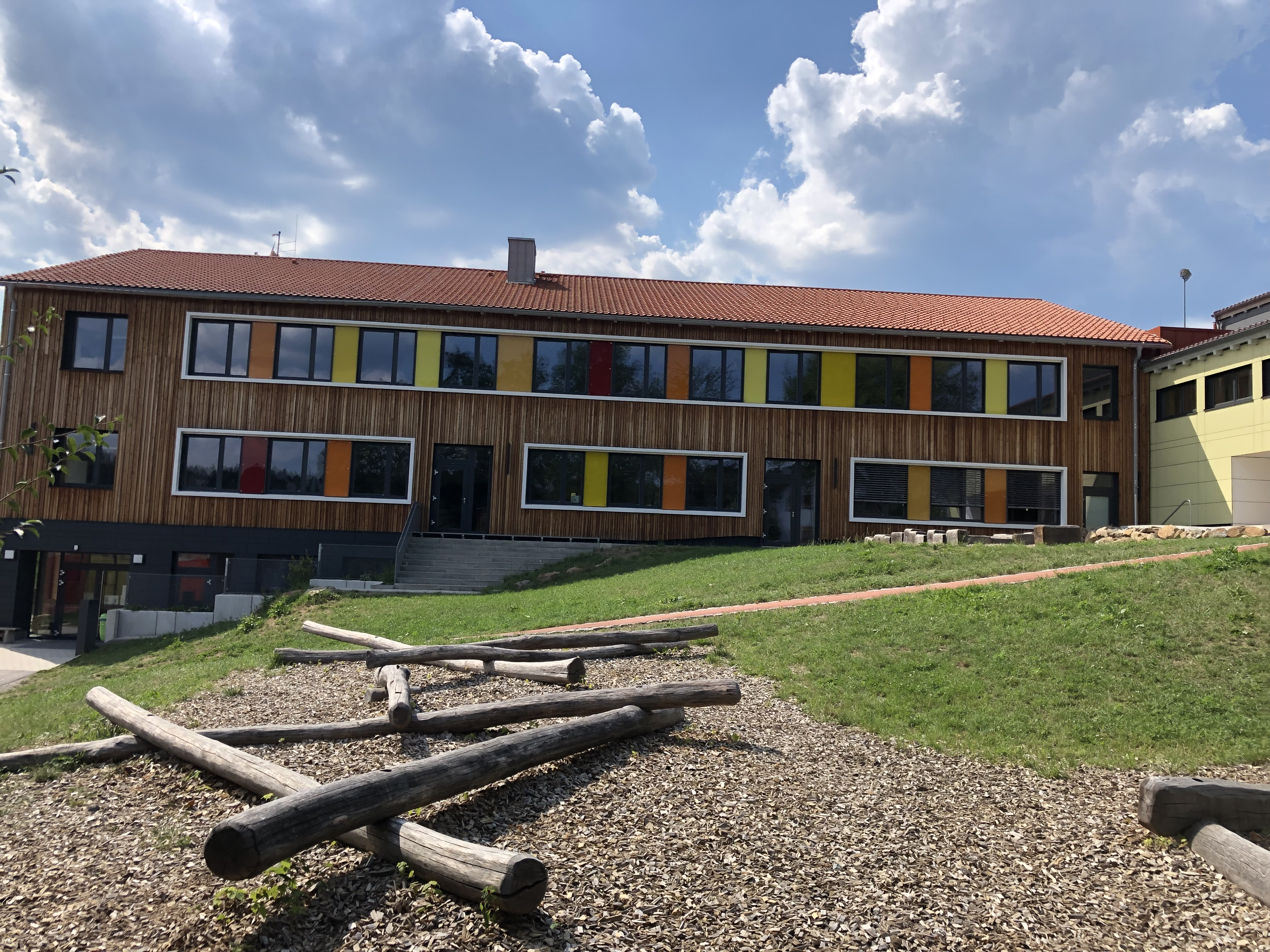
Heinz-Theuerjahr-Grundschule (2019)

- Heinz-Theuerjahr-Grundschule

Wegen sinkender Schülerzahlen wurde im Schuljahr 2006/07 die Volksschule aufgelöst und in eine Grundschule umgewandelt. Die Hauptschüler besuchen seitdem die Hauptschule in Riedlhütte, die im Gegenzug einen Teil ihre Grundschüler nach Neuschönau schickt.
- Pfarrkindergarten Neuschönau
- Die Gemeinde Neuschönau ist beteiligt am Golfplatz am Nationalpark Bayerischer Wald in Haslach. Dieser grenzt unmittelbar an das Gemeindegebiet an.
- In Waldhäuser gibt es eine Jugendherberge sowie den Skulpturenpark Arche Heinz Theuerjahr.
- Solarpark im Gewerbegebiet Schönanger
- Nationalparkinformationszentrum Lusen mit Hans-Eisenmann-Haus, Tierfreigelände, Pflanzen- und Gesteinsfreigelände und dem Baumwipfelpfad im Nationalpark Bayerischer Wald. Veranstaltungsort des NaturVision-Filmfestivals.

### Tourismus
Am 1. Januar 2009 wurde das über Interreg geförderte Projekt „Tierisch Wild“, eine Kooperation von Naturschutz und Tourismus, begonnen. 13 bayerische und neun böhmische Gemeinden sowie die Nationalparke Bayerischer Wald und Sumava schlossen sich zusammen, um die Stärken der Nationalparkregion optimal zu nutzen und miteinander zu kombinieren. Patentier der Gemeinde ist der Bär.
Anziehungspunkt für Wanderer ist der Lusengipfel (1373 m) mit seiner gewaltigen Kuppe aus Granitfelsblöcken, die eine geologische Besonderheit darstellen. Tradition und Brauchtum werden noch gepflegt, wie auch die heimische Küche in den Gastronomiebetrieben.
In Neuschönau befindet sich seit September 2009 mit dem Baumwipfelpfad im Nationalpark Bayerischer Wald der nicht mehr längste Baumkronenpfad der Welt mit seinem beeindruckenden Baumturm. Mit einer Steglänge von insgesamt 1,3 km führt er die Besucher durch die Baumwipfel bis zur Aussichtsplattform des 44 m hohen Baumturmes.
Seit 15. Dezember 2010 gilt die gemeindeübergreifende „Nationalpark-Card“. Diese ermöglicht den Gästen neben der Möglichkeit der kostenlosen Nutzung von Igelbus und Waldbahn noch eine Reihe von weiteren attraktiven Ermäßigungen und kostenlosen Leistung: Ermäßigung beim Eintritt Baumwipfelpfad, ermäßigten Eintritt in die Bäder der Region, ermäßigte Eintritte in die Museen und noch vieles mehr.

### Wanderwege
Nach Tschechien besteht seit dem 15. Juli 2009 wieder ein Grenzübergang für Wanderer. Dieser befindet sich am kleinen Spitzberg unweit des historischen Grenzübergangs Blaue Säulen. Er ist aus Umweltschutzgründen nur jeweils vom 15. Juli bis 15. November geöffnet. Die gesamte Gemeinde ist durch Wanderwege gut erschlossen. Im Winter erstreckt sich über das Gemeindegebiet ein ausgedehntes Loipennetz.

### Verkehr
Straßenverkehr
Die Gemeinde ist nur durch Kreis- und Gemeindestraßen erschlossen. Diese verbinden sie mit den Nachbargemeinden.
Südlich der Gemeinde verläuft die Bundesstraße 533 Grafenau–Freyung. Diese mündet in die Bundesstraße 85 bei Grafenau und in die Bundesstraße 12 bei Freyung.
Öffentlicher Verkehr
Durch das Igelbus-System und Linienbusse der RBO ist Neuschönau an das ÖPNV-Netz des Bayerischen Waldes angeschlossen. Die Sommer-Igel-Busse verkehren von Mai bis Oktober, der 2010 neu geschaffene Winter-Igelbus fährt von Ende Dezember (Weihnachtsferien) bis Mai. Als Partnergemeinde wurde der RBO-Bus R-JN 747 auf dem Namen Neuschönau getauft.
Im Gemeindegebiet gilt das Bayerwald-Ticket. Seit dem 1. Mai 2010 ist die Gemeinde neben weiteren Bayerwaldgemeinden an dem GUTi – Gästeservice Umwelt-Ticket beteiligt, das seinen Gästen kostenlosen Beförderung auf allen Bahn- und Busverbindungen im Bayerwald-Ticket-Tarifgebiet anbietet.
Bahnverkehr
Die Bahnstrecke Zwiesel–Grafenau verläuft etwa sechs bis zehn Kilometer vom Ortszentrum entfernt. Die Gemeinde ist durch Busse mit den Bahnstationen Grafenau und Spiegelau verbunden. Der nächstgelegene Halt Rosenau (b. Grafenau) ist nur mit größeren Fußwegen zu erreichen.
Die im Freizeitverkehr an Wochenende zwischen Mai und Oktober betriebene Bahnstrecke Passau–Freyung ist mit Anschlussbussen ebenso mit der Gemeinde verbunden.

## Persönlichkeiten
- Erhard Kutschenreuter (1873–1946) war von 1902 bis 1904 Lehrer in Neuschönau und komponierte 1904 den Waldlermarsch. Den Text dazu schrieb der ebenfalls in Neuschönau tätige Revierförster Max Mang.
- Johann Bosser (1889–1970), Priester und Geistlicher Rat, Ehrenbürger
- Heinz Theuerjahr (1913–1991), Bildhauer, lebte von 1939 bis zu seinem Tod 1991 im Künstlerdorf Waldhäuser, Ehrenbürger der Gemeinde Neuschönau
- Heinrich Erhart (1940–2021), Dekan emeritus und Geistlicher Rat, Ehrenbürger
- Herbert Muckenschnabl (* 1947), Maler und Grafiker aus Schönanger